# Festival di Cannes 1972
La 25ª edizione del Festival di Cannes si è svolta a Cannes dal 4 al 19 maggio 1972.
La giuria presieduta dal regista britannico Joseph Losey assegnò il Grand Prix, all'unanimità, per il miglior film ex aequo a Il caso Mattei di Francesco Rosi e La classe operaia va in paradiso di Elio Petri, attribuendo anche una menzione speciale all'attore protagonista di entrambi, Gian Maria Volonté.
Il festival fu aperto da L'aventure c'est l'aventure, diretto da Claude Lelouch e si chiuse con Frenzy di Alfred Hitchcock.

## Selezione ufficiale

### Concorso
- Images, regia di Robert Altman (Gran Bretagna/Irlanda/USA)
- Una donna con tanto amore (La vraie nature de Bernadette), regia di Gilles Carle (Canada)
- La lunga notte di Louise (Chère Louise), regia di Philippe de Broca (Francia/Italia)
- La sfortuna (Das unheil), regia di Peter Fleischmann (Francia/Germania)
- Petrolejové lampy, regia di Juraj Herz (Cecoslovacchia)
- Mattatoio 5 (Slaughterhouse-Five), regia di George Roy Hill (USA)
- Salmo rosso (Még kér a nép), regia di Miklós Jancsó (Ungheria)
- I visitatori (The Visitors), regia di Elia Kazan (USA)
- La divorziata (Les feux de la chandeleur), regia di Serge Korber (Francia/Italia)
- To Find a Man, regia di Buzz Kulik (USA)
- Malpertuis, regia di Harry Kümel (Francia/Belgio/Germania)
- Perla w koronie, regia di Kazimierz Kutz (Polonia)
- La classe dirigente (The Ruling Class), regia di Peter Medak (Gran Bretagna)
- I Love You Rosa (Ani Ohev Otach Rosa), regia di Moshé Mizrahi (Israele)
- La classe operaia va in paradiso, regia di Elio Petri (Italia)
- L'amante giovane (Nous ne vieillirons pas ensemble), regia di Maurice Pialat (Francia/Italia)
- Corvo rosso non avrai il mio scalpo! (Jeremiah Johnson), regia di Sydney Pollack (USA)
- Il caso Mattei, regia di Francesco Rosi (Italia)
- Trotta, regia di Johannes Schaaf (Germania)
- Chinmoku, regia di Masahiro Shinoda (Giappone)
- Un ospite gradito per mia moglie (König, Dame, Bube), regia di Jerzy Skolimowski (Germania/USA)
- Les arpenteurs, regia di Michel Soutter (Svizzera)
- Solaris (Solyaris), regia di Andrej Tarkovskij (Unione Sovietica)
- A Fan's Notes, regia di Eric Till (Canada)
- Mimì metallurgico ferito nell'onore, regia di Lina Wertmüller (Italia)

### Fuori concorso
- Le lys de mer, regia di Jacqueline Audry (Francia)
- I primi turbamenti (Faustine et le bel été), regia di Nina Companéez (Francia)
- La dérive, regia di Paula Delsol (Francia)
- Sziget a szárazföldön, regia di Judit Elek (Ungheria)
- Roma, regia di Federico Fellini (Italia)
- Frenzy, regia di Alfred Hitchcock (USA)
- Papa, les petits bateaux, regia di Nelly Kaplan (Francia)
- L'avventura è l'avventura (L'aventure, c'est l'aventure), regia di Claude Lelouch (Francia)
- Asta Nielsen, regia di Asta Nielsen (Danimarca)
- Macbeth, regia di Roman Polański (Gran Bretagna/USA)
- Alye maki Issyk-Kulya, regia di Bolotbek Shamshiyev (Unione Sovietica)
- Bröder Carl, regia di Susan Sontag (Svezia)
- Den gale dansker, regia di Kirsten Stenbæk (Danimarca)
- La génération du désert, regia di Nicole Stéphane (Francia)
- La guerre pour une paix, regia di Nicole Stéphane (Francia)
- Serata, regia di Malvina Ursianu (Romania)

## Settimana internazionale della critica
- La maudite galette, regia di Denys Arcand (Canada)
- Fritz the Cat, regia di Ralph Bakshi (USA)
- The Trial of the Catonsville Nine, regia di Gordon Davidson (USA)
- Der hamburger aufstand: oktober 1923, regia di Reiner Etz, Gisela Tuchtenhagen e Klaus Wildenhahn (Germania)
- Prata palomares, regia di André Faria (Brasile) - proiezione annullata su richiesta del governo brasiliano[1]
- Pilgrimage, regia di Beni Montresor (USA)
- Avoir 20 ans dans les Aurès, regia di René Vautier (Francia)
- Winter Soldier (USA)

## Quinzaine des Réalisateurs
- Luminous Procuress, regia di Steven Arnold (USA)
- Die zelle, regia di Horst Bienek (Germania)
- Los días del agua, regia di Manuel Octavio Gómez (Cuba)
- Il gesto, regia di Marcello Grottesi (Italia)
- Week-End à Sochaux, regia di Groupe Medvedkine (Francia)
- Paese del silenzio e dell'oscurità (Land des Schweigens und der Dunkelheit), regia di Werner Herzog (Germania)
- Film Portrait, regia di Jerome Hill (USA)
- São Bernardo, regia di Leon Hirszman (Brasile)
- Los días del amor, regia di Alberto Isaac (Messico)
- Selvaggi (Savages), regia di James Ivory (USA)
- La tecnica e il rito, regia di Miklós Jancsó (Italia)
- Marjoe, regia di Sarah Kernochan e Howard Smith (USA)
- The People, regia di John Korty (USA)
- Les smattes, regia di Jean-Claude Labrecque (Canada)
- ¿Qué hacer?, regia di Saul Landau, Raoul Ruiz e Nina Serrano (Cile/USA)
- Reed, México insurgente, regia di Paul Leduc (Messico)
- Hail, regia di Fred Levinson (USA)
- Family Life, regia di Ken Loach (Gran Bretagna)
- Alianza para el progreso, regia di Julio César Ludueña (Argentina)
- All the Advantages, regia di Christopher Mason (Gran Bretagna)
- Shura, regia di Toshio Matsumoto (Giappone)
- Postchi, regia di Dariush Mehrjui (Iran)
- Calore (Heat), regia di Paul Morrissey (USA)
- Homolka a Tobolka, regia di Jaroslav Papousek (Cecoslovacchia)
- Le sang, regia di Jean-Daniel Pollet (Francia)
- Gli Ingannati (Al-Makhdu'un), regia di Tewfik Saleh (Siria)
- Der Tod der Maria Malibran, regia di Werner Schroeter (Germania)
- Emitai, Dio del tuono (Emitai), regia di Ousmane Sembène (Senegal)
- Le journal d'un suicidé, regia di Stanislav Stanojevic (Francia)
- Wezwanie, regia di Wojciech Solarz (Polonia)
- San Michele aveva un gallo, regia di Paolo e Vittorio Taviani (Italia)
- Sama soruja, regia di Hiroshi Teshigahara (Giappone)
- Faire la déménageuse, regia di José Varela (Francia)
- Il bosco di betulle (Brzezina), regia di Andrzej Wajda (Polonia)
- Kokuhakuteki joyûron, regia di Yoshishige Yoshida (Giappone)

## Giuria
- Joseph Losey, regista (Gran Bretagna) - presidente
- Bibi Andersson, attrice (Svezia)
- Georges Auric, compositore (Francia)
- Erskine Caldwell, scrittore (USA)
- Mark Donskoj, regista (Unione Sovietica)
- Miloš Forman, regista (USA)
- Giorgio Papi, produttore (Italia)
- Jean Rochereau, giornalista (Francia)
- Alain Tanner, regista (Svizzera)
- Naoki Togawa (Giappone)

## Palmarès
- Grand Prix: Il caso Mattei, regia di Francesco Rosi (Italia) ex aequo La classe operaia va in paradiso, regia di Elio Petri (Italia)
- Grand Prix Speciale della Giuria: Solaris (Solyaris), regia di Andrej Tarkovskij (Unione Sovietica)
- Premio della giuria: Mattatoio 5 (Slaughterhouse-Five), regia di George Roy Hill (USA)
- Prix d'interprétation féminine: Susannah York - Images, regia di Robert Altman (Gran Bretagna/Irlanda/USA)
- Prix d'interprétation masculine: Jean Yanne - L'amante giovane (Nous ne vieillirons pas ensemble), regia di Maurice Pialat (Francia/Italia)
- Premio per la regia: Miklós Jancsó - Salmo rosso (Még kér a nép) (Ungheria)
- Menzione speciale: Gian Maria Volonté - La classe operaia va in paradiso, regia di Elio Petri (Italia) e Il caso Mattei, regia di Francesco Rosi (Italia)